# تكون الصفيحات

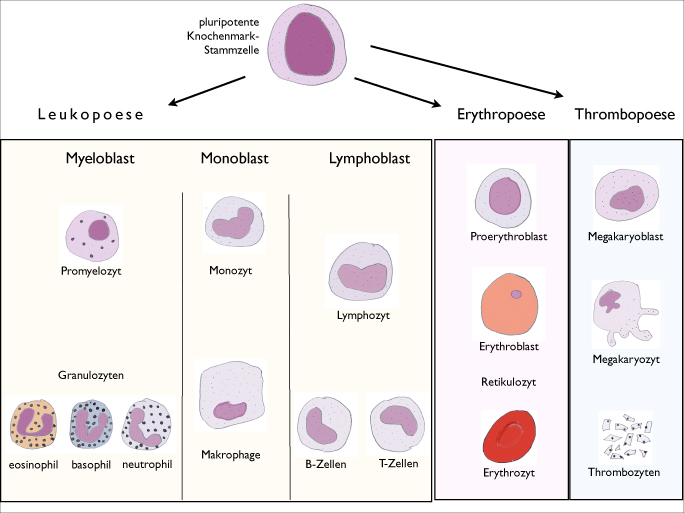

تكوُّن الصفيحات (بالإنجليزية: thrombopoiesis)‏ يشير تكون الصفيحات إلى عملية توليد الصفيحات.
والصفيحة الدموية هي عملية ربط السيتوبلازم من الصفيحات النزفية (ابيضاض النواءات). والنواء الواحدة يمكن أن تؤدي إلى الآلاف من الصفيحات الدموية.
مصطلح تكوُّن الصفيحات يستخدم أحياناً للتأكيد على الطبيعة الخلوية.
ثرومبوبويتين يحفز عملية نضج النواء والتمايز وعند الإفراج عنهم، ترتبط مع مستقبلات لها، (c - MPL)، وجدت في خلايا النواء السلف. مما يؤدي إلى نمو النواء، والنضج واستقرار الغشاء، وتشكيل حبيبات الصفائح الدموية وفصل السيتوبلازم لتفتيته إلى صفائح دموية ناضجة.